# Stuvia
Stuvia is een particulier E-commerce bedrijf en e-learning-platform voor studenten dat peer-to-peer-toegang biedt tot studiemateriaal. Het bedrijf is in december 2010 opgericht door Jaap van Nes en Martijn Scheen. Het hoofdkantoor is gevestigd in Amsterdam, maar het platform is wereldwijd actief in onder andere de Verenigde Staten, het Verenigd Koninkrijk en Zuid-Afrika.
De inspiratie voor Stuvia kwam voort uit de persoonlijke ervaring van de oprichters nadat ze hun eigen studiematerialen hadden gedeeld in een online map op de Vrije Universiteit Amsterdam. Ze deelden hun eigen samenvattingen regelmatig uit aan klasgenoten, maar vonden dat studenten een vergoeding verdienden voor het maken van samenvattingen en ander studiemateriaal.
Op het platform delen studenten onder meer zelfgemaakte studiedocumenten voor een specifiek onderdeel van hun opleiding, studie of vak waaronder flashcards, samenvattingen van studieboeken en college aantekeningen. Het platform heeft meer dan een miljoen documenten beschikbaar in meer dan 12 landen over de hele wereld.